# 31 Pułk Lotnictwa Myśliwskiego (Federacja Rosyjska)
31 Gwardyjski Nikopolski Pułk Lotnictwa Myśliwskiego Czerwonego Sztandaru i Orderu Suworowa III stopnia im. Bohatera Związku Radzieckiego Nikołaja Elizarowicza Glazowa (ros. 31-й гвардейский Никопольский Краснознамённый ордена Суворова III степени истребительный авиационный полк имени Героя Советского Союза Н. Е. Глазова, w skrócie 31-й гв. иап) – oddział kolejno Armii Czerwonej, Armii Radzieckiej, a następnie Sił Zbrojnych Federacji Rosyjskiej.
Numer jednostki wojskowej to 20112.